# Kuhgrat
Il Kuhgrat con 2.125 m s.l.m. è una montagna della Catena del Reticone nelle Alpi Retiche occidentali. Si trova nel comune di Planken e Schaan.